# الجريدة (صحيفة مصرية)
صحيفة الجريدة كانت صحيفة ليبرالية صدرت في القاهرة، مصر، من عام 1907 إلى عام 1915. وكانت الصحيفة هي الناطق الرسمي لحزب الأمة. كانت إحدى الصحف التي شكلت الثقافة القومية المصرية والتي تحتوي على العناصر الغربية وتنأى عن نفسها عن محيطها العربي والإسلامي، وكانت مؤثرة للغاية أثناء فترتها، وكان وجود الصحيفة مهمًّا لبريطانيا.

## التاريخ والملف الشخصي
تأسست صحيفة الجريدة عام 1907 كصحيفة نصف شهرية، وزعمت أنها صحيفة مصرية بحتة تهدف إلى الدفاع عن حقوق ومصالح المصريين. صدر العدد الأول في 9 آذار. كانت الصحيفة مملوكة لشركة تحمل نفس الاسم وكان من بين المساهمين فيها أحمد لطفي السيد ، ومحمود سليمان، وحسن عبد الرازق، وإبراهيم سعيد، ومحمود عبد الغفار. تأسست الصحيفة على يد أحمد لطفي السيد وطلعت حرب. قام الأول بتحرير الصحيفة بين عامي 1907 و1911. وفي سنة 1911م تولى محمد حسين هيكل منصب أحمد لطفي السيد.
وفي عام 1907 تأسس حزب الأمة أيضًا، وأصبحت صحيفة الجريدة هي الوسيلة الإعلامية الرسمية له. كان الجمهور المستهدف من هذه الصحيفة هم أصحاب الأراضي الأثرياء والإصلاحيين المقربين من حزب الأمة حيث كانوا ينتفعون من سياسات تغريب مصر. وكان المساهمون فيها من الكتاب والمثقفين الشباب بالإضافة إلى النسويات. ومن بينهم طه حسين، ومحمد حسين هيكل وملك حفني ناصيف، وهي كاتبة وشاعرة نشرت مقالات باستخدام الاسم المستعار باحثة البادية. كانت مقالات ناصيف شاذة عن توجه الصحيفة، وفي الغالب عن كانت انتقادات للزواجات بين الرجال المصريين والنساء الأوروبيات، بحجة أنها أمثلة على "الاحتلال الاستعماري" وتأسيس مصالح غربية طويلة الأمد في مصر، ستضرها على المدى البعيد. غالبًا ما كانت الصحيفة تغطي مقالات مرتبطة بالاقتصاد، بعضها كتبه طلعت حرب.
انهارت صحيفة الجريدة في عام 1915. وكان خلفاؤها هما: صحيفة السفور وصحيفة السياسة [الإنجليزية].

## روابط خارجية
- نسخة رقمية من مركز مكتبات الأبحاث .